# Steve Lawson
Steve Tevi Lawson (Mantes-la-Jolie, 8 agosto 1994) è un calciatore togolese con cittadinanza francese, difensore o centrocampista del Sūduva e della nazionale togolese.

## Palmarès

### Club
- Challenge League: 1

Neuchâtel Xamax: 2017-2018
- Scottish Challenge Cup: 1

Hamilton Academical: 2022-2023